# St. Egidien
St. Egidien je obec v zemském okrese Cvikov v německé spolkové zemi Sasko. Obec je součástí Správního společenství Rund um den Auersberg. Má přibližně 3 200 obyvatel.

## Geografie
St. Egidien leží zhruba 40 km směrem na sever od českých hranic, přesněji od hraničního přechodu Johanngeorgenstadt - Potůčky. Obec je vzdálena od správního střediska Zwickau asi 11 km severovýchodním směrem a pouhé 4 km činí vzdálenost od města Glauchau. St. Egidienem protéká potok Lungwitzbach, jeden z přítoků Cvikovské Muldy. St. Egidien je konečnou stanicí 19,5 km dlouhé regionální železniční trati ze Stollbergu.

## Historie
Podle neurčitých údajů, které jsou k dispozici, měla být obec založena mezi léty 930 až 968 pod názvem "Tilling" (pozn. "Till" je jednou ze zkrácených podob osobního jména Ägidius či Egidius) . Po roce 1150 místo osídlili franští zemědělci, kteří zde vybudovali první kamenný kostel. Tento kostel však byl zbořen v době Sedmileté války kvůli havarijnímu stavu. Kostel "Uneserer lieben Frauen" byl založen ve 13. století zpočátku jako kaple, až v polovině 18. století byla stavba rozšířena a zvýšena. První přesná písemná zmínka o existenci obce je z roku 1320, kdy se o ní v naumburské listině hovoří jako o "Ecclesia Sancti Egidii in Lunwicz".
Obec se skládá ze tří místních částí - St. Egidien, Kuhschnappel a Lobsdorf. V letech 1998 - 2001 se počet obyvatel pohyboval nad hranicí 3800. Od roku 2002 však dochází k trvalému poklesu jejich počtu až na 3302 k 31. 12. 2015, což je zhruba o tři desítky méně, než jaký byl stav v roce 1946, kdy bylo v St. Egidienu usazeno téměř 600 vysídlenců z oblasti Sudet, Východního Pruska, okolí Poznaně a Kališe a z pozdější Kaliningradské oblasti.

## Pamětihodnosti
- Mineralienkabinett - mineralogické muzeum, umístěné v bývalém provozu „Nickelhütte St. Egidien“
- Eulenhaus - hrázděný podstávkový dům, postavený v roce 1600 a později upravený a renovovaný. Dům slouží jako základna místním zájemcům o lidová řemesla - řezbářství a paličkování krajek
- Kostel "Unserer lieben Frauen"
- Železniční viadukt "Lungwitzbachtal"
- Vlastivědné muzeum „Gerthturm“

## Mineralogická lokalita
St. Egidien je proslulou mineralogickou lokalitou. V ryolitu se zde vyskytují acháty specifického hvězdicového tvaru převážně červeného zbarvení, které jsou vyhledávány sběrateli v Německu i v zahraničí.

## Fotogalerie

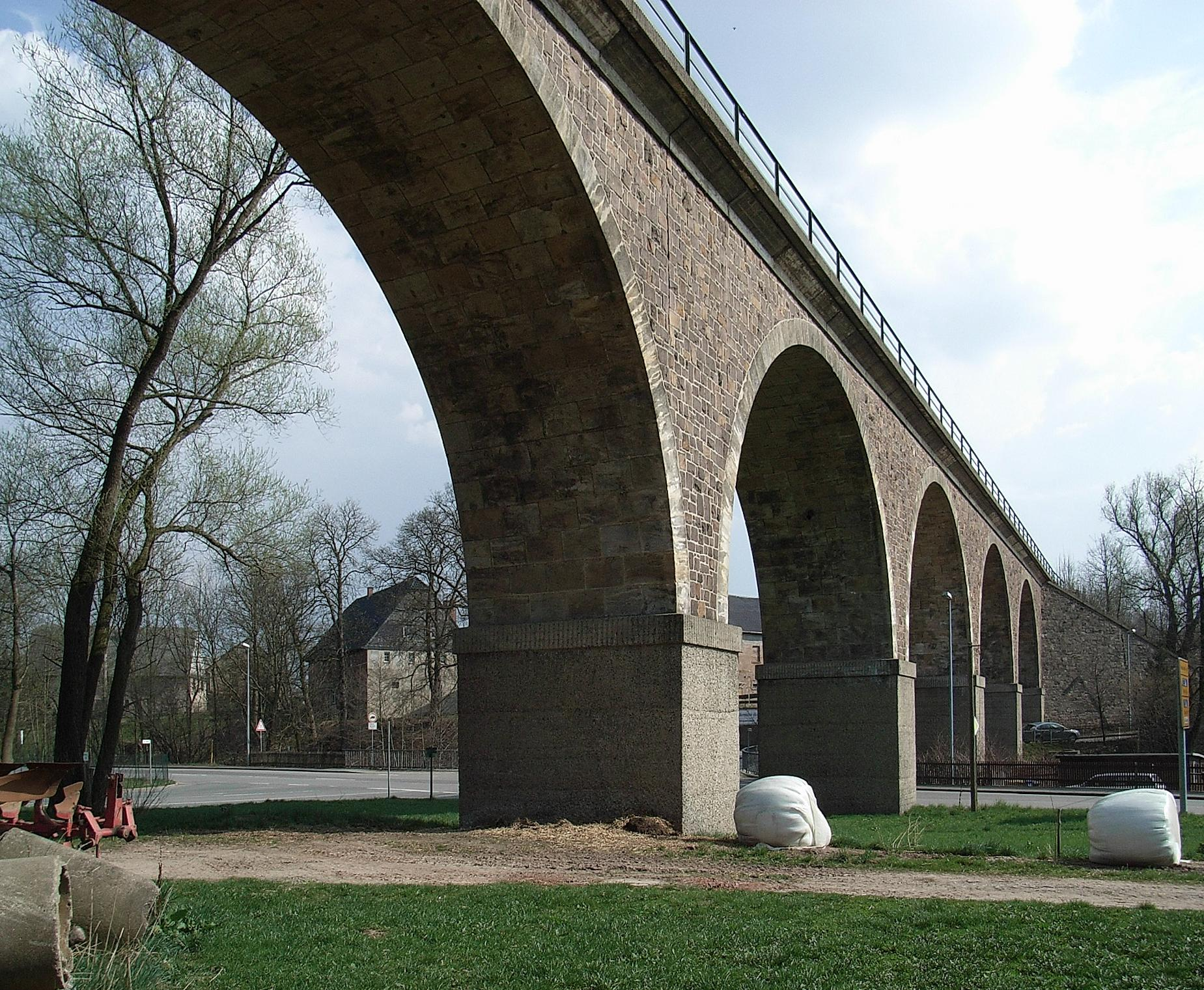
Železniční viadukt Lungwitzbachtal s pěti kamennými oblouky
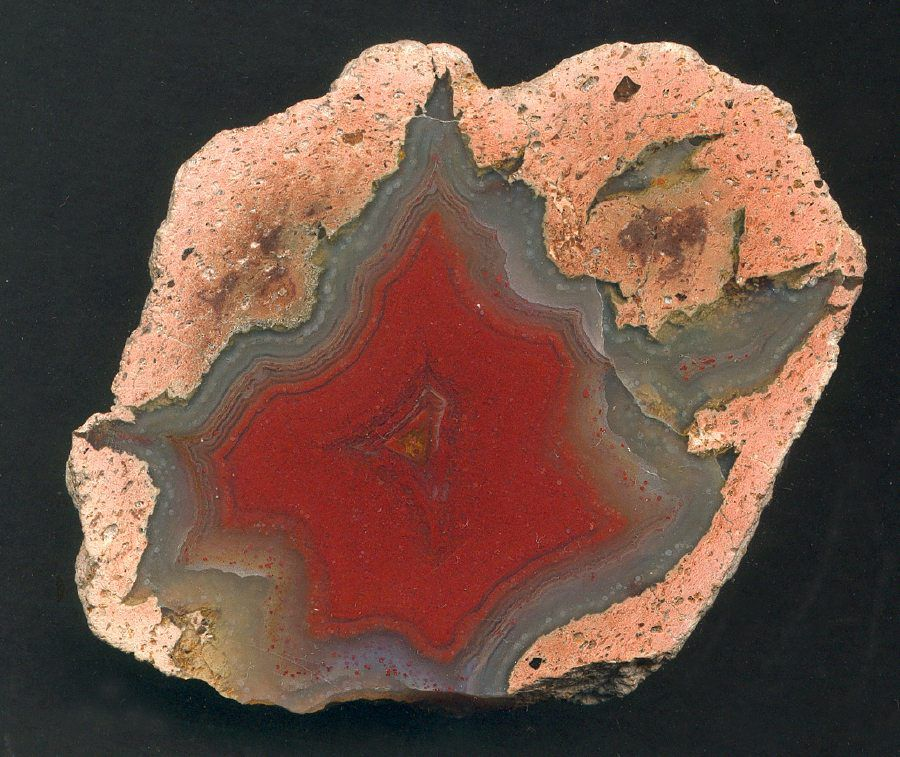
Achát ze St. Egidien (ze sbírek Přírodovědeckého muzea v Berlíně)
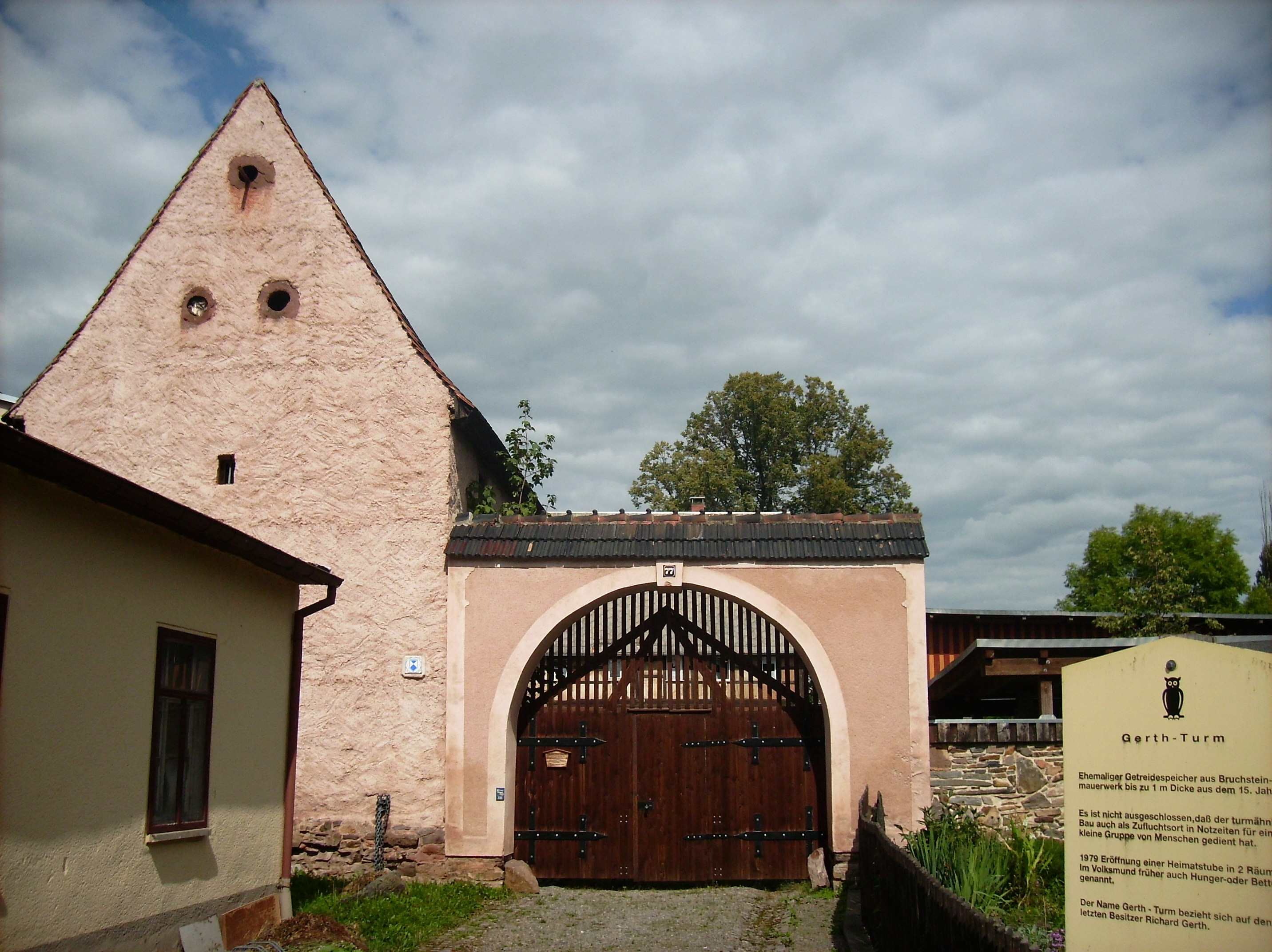
Věž Gerth z 15. století, vlastivědné muzeum v St. Egidien
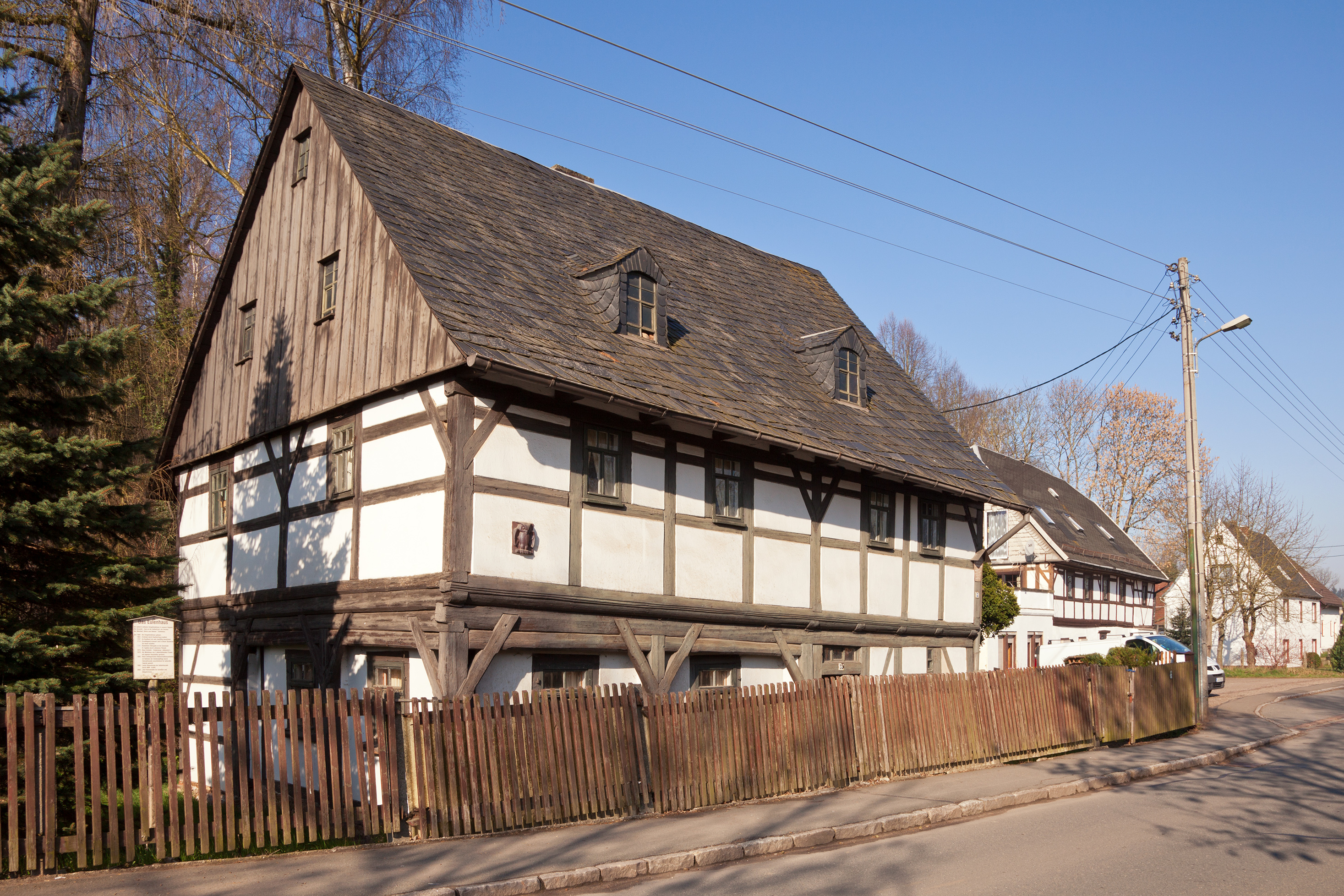
Hrázděný podstávkový dům Eulenhaus z roku 1600